# 400 cadres
Le dispositif « 400 cadres » est un programme de formation issu d'accords politiques de paix passés entre l'État Français, les indépendantistes kanaks et les loyalistes de la Nouvelle-Calédonie en 1988.
Dans la hiérarchie des programmes de formation issu d'accords politiques sur le territoire calédonien, « 400 cadres» apparaît en première position.
En effet, le programme de formation « 400 cadres » était issu des accords de paix signés entre indépendantistes et loyalistes à Matignon en 1988, cela à la suite des événements meurtriers qu'a connus le territoire la même année.
L'objectif du programme « 400 cadres » était le rééquilibrage au sein de la société calédonienne et permettre principalement aux Kanaks d'accéder aux postes à responsabilité. Lors des accords de Matignon, un engagement est pris par l'État, en accord avec tous les signataires, celui de former en 10 ans pas moins de 400 cadres kanaks.
En 1989, le programme « 400 cadres » est créé et la formation de cadres kanaks est alors lancée.
En 2005, le GIP Formation - Cadres avenir prend le relai du programme 400 cadres.

## L'évolution du programme «400 cadres»
En 1998, fin de vie du programme « 400 cadres », les signataires de l'accord Matignon demandent qu'un bilan du programme de formation soit établi avant le nouvel accord entre l'État et la Nouvelle-Calédonie alors prévu en mai, c'est l'accord de Nouméa.
Le bilan est positif, les objectifs sont plus que réalisés, le programme de formation est un véritable succès.
Les signataires de l'accord de Nouméa décident alors de reconduire le programme de formation.
Toujours dans le but de permettre aux Kanaks d'accéder aux postes à responsabilité, l'État et la Nouvelle-Calédonie à travers l'accord de mai 1998 vont faire évoluer le programme de formation en le rendant beaucoup plus spécifique. En effet, seront désormais envoyés en France métropolitaine les étudiants désireux d'évoluer dans des secteurs d'activité ciblés par la Nouvelle-Calédonie, afin de répondre aux différents besoins du territoire.
Les signataires de l'accord de Nouméa décident alors de créer le programme « Cadres Avenir », qui n'est autre que la continuité du programme « 400 cadres ».

## Groupement d'intérêt public Cadres Avenir
Le programme spécifique prévu par l'accord de Nouméa est piloté par le groupement d'intérêt public (GIP) Cadres Avenir depuis le 1er janvier 2006.
L'objectif reste le même, à savoir le rééquilibrage économique et social de la Nouvelle-Calédonie.
Au niveau du financement, le GIP Formation - Cadres avenir est financé à 90 % par l'État et 10 % par la Nouvelle-Calédonie. Cette différence de répartition au niveau de la prise en charge trouve son explication en grande partie dans les événements meurtriers qu'a connu la Nouvelle-Calédonie en 1988. En effet, afin d'éteindre les revendications d'indépendance du peuple Kanak, la France s'est engagée lors des accords de Matignon de 1988, puis lors des accords de Nouméa en 1998, à mettre les moyens financiers dans la formation de cadres kanaks. Le but, les préparer, si un jour leur rêve d'indépendance venait à se concrétiser, à être compétents dans la prise en main de leur pays.
Un comité de suivi, composé des différents signataires de l'accord de Matignon et de l'accord de Nouméa, se réunit chaque année, sous la houlette du haut commissaire de la République, qui n'est autre que le représentant de l’État sur le territoire.
Ce comité de suivi fait un état des lieux du programme de formation. Il étudie le taux de réussite des étudiants du programme et cible les principaux secteurs sur lesquels les candidats retenus seront envoyés en priorité.
Le choix des candidats, qui auront la chance de faire partie du GIP, est effectué par la commission de sélection. Cette commission a pour rôle, chaque année, de sélectionner les candidats qui constitueront  les différentes promotions du programme de formation.